# Sérgio Georgievich, 8.º Duque de Leuchtenberg
Sérgio Georgievich, 8.º duque de Leuchtenberg (4 de julho de 1890 – 7 de janeiro de 1974) foi filho de Jorge Maximilianovich, 6.º Duque de Leuchtenberg com sua segunda esposa, a princesa Anastásia do Montenegro. Ele sucedeu seu meio-irmão, Alexandre, como Duque de Leuchtenberg.